# Giovanni Battista Libero Badarò
Giovanni Battista Libero Badarò (Laigueglia, 1798 – San Paolo, 21 novembre 1830) è stato un fisico, botanico, giornalista e politico italiano naturalizzato brasiliano.

## Biografia
Studiò medicina all'Università di Torino e all'Università di Pavia. Nel 1826 emigrò in Brasile, partendo da Genova, subito dopo che il Paese ottenne l'indipendenza dal Portogallo (1822), durante il regno dell'Imperatore Dom Pedro I (1822).
In Brasile andò a vivere nella città di San Paolo. Qui fondò il giornale liberale O Observador Constitutional (L'Osservatore Costituzionale), nel 1829 e insegnò in corsi su discipline giuridiche. Di idee repubblicane, usò il giornale per criticare duramente la situazione politica e l'autoritarismo dell'Impero. Durante una manifestazione di studenti liberali fu assassinato. Dell'assassinio fu sospettato Cândido Ladislau Japiaçu, un membro della corte di giustizia accusato di sperperi dal giornale di Badaró, tuttavia nessuna prova confutò tali sospetti. Alcuni storici pensano che il mandante dell'assassinio sia stato lo stesso Imperatore, ma neppure questa ipotesi ha mai trovato conferma.
La sua morte fu accolta da una rivolta pubblica contro l'Imperatore e più di 5000 persone parteciparono al funerale. Questo episodio accelerò la fine del regno di Dom Pedro I, che pochi mesi più tardi abdicò in favore del figlio, Dom Pedro II, di appena 5 anni d'età.
Badaró è considerato un martire della libertà di stampa. Pochi giorni dopo la proclamazione della repubblica da parte del Generale Deodoro da Fonseca, il 15 novembre 1889, la memoria di Badarò fu onorata in una pubblica cerimonia e le sue spoglie furono trasferite in un altro cimitero. Al suo nome fu intitolato un premio del giornalismo e la città di San Paolo dedicò una via del centro, la vecchia via São José, dove aveva vissuto fino alla sua morte.
A Badarò è attribuito il motto
che sarebbe stato pronunciato in punto di morte.
Al suo nome è dedicata la specie Senecio badaroi.